# Колето (птах)
Коле́то (Sarcops calvus) — вид горобцеподібних птахів родини шпакових (Sturnidae). Ендемік Філіппін. Єдиний представник монотипового роду Колето (Sarcops).

## Опис
Довжина птаха становить 18 см. Самці мають повністю чорне забарвлення з пурпуровими і зеленими відблисками. Забарвлення самиць сірувато-коричневе, нижня частина тіла світліша. Хвіст короткий, з прямим кінцем. Дзьоб чорний, короткий і міцний, очі червоні. 

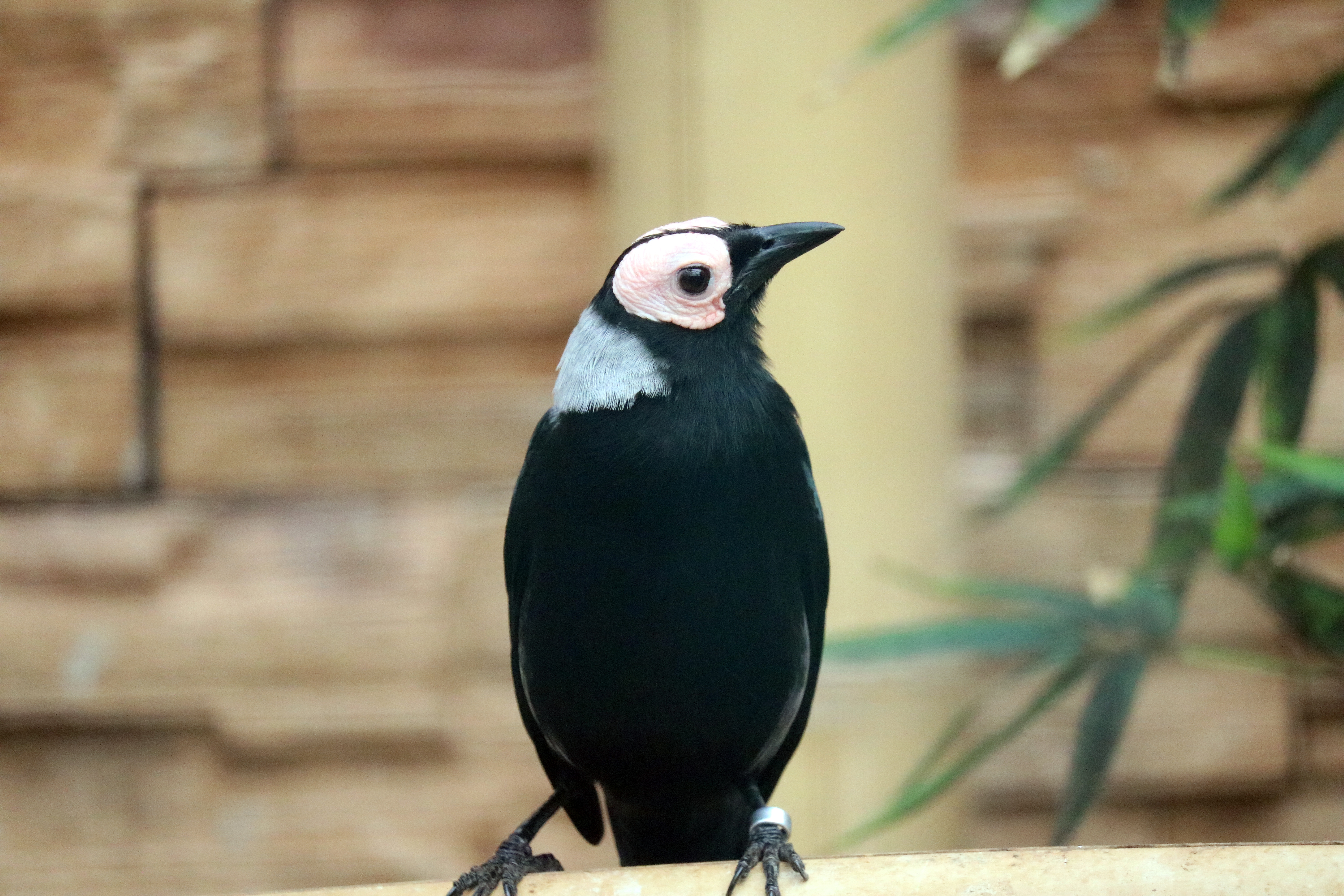
Колето в неволі

## Таксономія
В 1760 році французький зоолог Матюрен Жак Бріссон включив опис колето до своєї книги "Ornithologie", описавши птаха за зразком з Філіппін. Він використав французьку назву Le merle chauve des Philippines та латинську назву Merula Calva Philippensis. Однак, хоч Бріссон і навів латинську назву, вона не була науковою, тобто не відповідає біномінальній номенклатурі і не визнана Міжнародною комісією із зоологічної номенклатури. Коли в 1766 році шведський натураліст Карл Лінней випустив дванадцяте видання своєї Systema Naturae, він доповнив книгу описом 240 видів, раніше описаних Бріссоном. Одним з цих видів був колето, для якої Лінней придумав біномінальну назву Gracula calva. Згодом колето було виділено в окремий монотиповий рід Sarcops.

### Підвиди
Виділяють три підвиди:
- S. c. calvus (Linnaeus, 1766) — північні Філіппіни;
- S. c. melanonotus Ogilvie-Grant, 1906 — центральні і південні Філіппіни;
- S. c. lowii Sharpe, 1877 — архіпелаг Сулу.

## Поширення і екологія
Колето живуть в тропічних лісах і на плантаціях. Гніздяться в покинутих дуплах, живляться плодами.